# Nephodia impunctata
Nephodia impunctata là một loài bướm đêm trong họ Geometridae.